# كلب علي كندي
كلب‌ علي كندي هي قرية في مقاطعة هشترود، إيران. عدد سكان هذه القرية هو 31 في سنة 2006.